# Australisch-montenegrinische Beziehungen
Australisch-montenegrinische Beziehungen bestehen seit dem Jahr 2006. Australien erkannte Montenegro erstmals am 27. Juni 2006 als unabhängigen Staat an. Diplomatische Beziehungen bestehen seit dem 1. September 2006.

## Bevölkerungszahl
Entsprechend den Ergebnissen der australischen Volkszählung im Jahr 2011 lebten 1553 Personen montenegrinischer Herkunft in Australien. Die Anzahl der Australier, die in Montenegro leben, ist nicht bekannt und dürfte gering sein.

## Politik
Australien ist in Montenegro durch seine Botschaft in der serbischen Hauptstadt Belgrad vertreten. Montenegro unterhält in Australien keine Botschaft.

## Handel
Australien rangierte im Jahr 2015 auf der Skala der Exporte Montenegros auf Platz 41 und bei den Importen auf Platz 69. Aufgrund der wirtschaftlichen Situation von Montenegro sanken in der jüngsten Vergangenheit sowohl die Export- als auch die Importraten.
Im Zeitraum von 2011 bis 2012 beliefen sich die Exporte Australiens nach Montenegro auf 471.000 A$. Sie bestanden hauptsächlich aus Rindfleisch und weiteren australischen Fleischsorten. Die Exporte Montenegros im gleichen Zeitraum beliefen sich auf 864.000 A$ und bestanden größtenteils aus Computern, Steuerungsteilen von Maschinen und Teilen von elektrischen Maschinen.
Australien exportierte im Zeitraum von 2014 bis 2015 Waren im Wert von 19.000 A$, vor allem getragene Bekleidung, Parfüm und Kosmetikartikel und importierte Waren im Wert von 243.000 A$, darunter fast die Hälfte alkoholische Getränke, des Weiteren Papier und Pappe, Kalk, Zement, Konstruktionsmaterial und Fruchtsäfte. Das Gesamtvolumen betrug 2014 lediglich 268.000 A$, insbesondere die australischen Exporte sind mit −68 Prozent extrem gefallen.